# Tommy Zvoncheck
Tommy Zvoncheck (New York, 3 febbraio 1954) è un tastierista statunitense.
Dopo aver militato in vari gruppi, nel 1985 entra nei Blue Öyster Cult per sostituire Allen Lanier. Rimane nel gruppo fino al 1987.

## Discografia

### Con The Dream Syndicate
- 1984 - "Medicine Show"
- 1984 - "This Is Not the New Dream Syndicate Album......Live!"

### Con Blue Öyster Cult
- 1986 - "Club Ninja"
- 1988 - "Imaginos"

### Con solista
- 2008 - "ZKG"